# Ophioplinthus tessellata
Ophioplinthus tessellata is een slangster uit de familie Ophiuridae.
De wetenschappelijke naam van de soort werd in 1894 gepubliceerd door Addison Emery Verrill.